# Делфт Колони (Калифорнија)
Делфт Колони (енгл. Delft Colony) насељено је место без административног статуса у америчкој савезној држави Калифорнија.

## Демографија
По попису из 2010. године број становника је 454.
| Група             | 2000.    | 2010.       |
| Белци             | 0 (0,0%) | 25 (5,5%)   |
| Афроамериканци    | 0 (0,0%) | 13 (2,9%)   |
| Азијати           | 0 (0,0%) | 0 (0,0%)    |
| Хиспаноамериканци | 0 (0,0%) | 428 (94,3%) |
| Укупно            | 0        | 454         |